# 댐과 환경

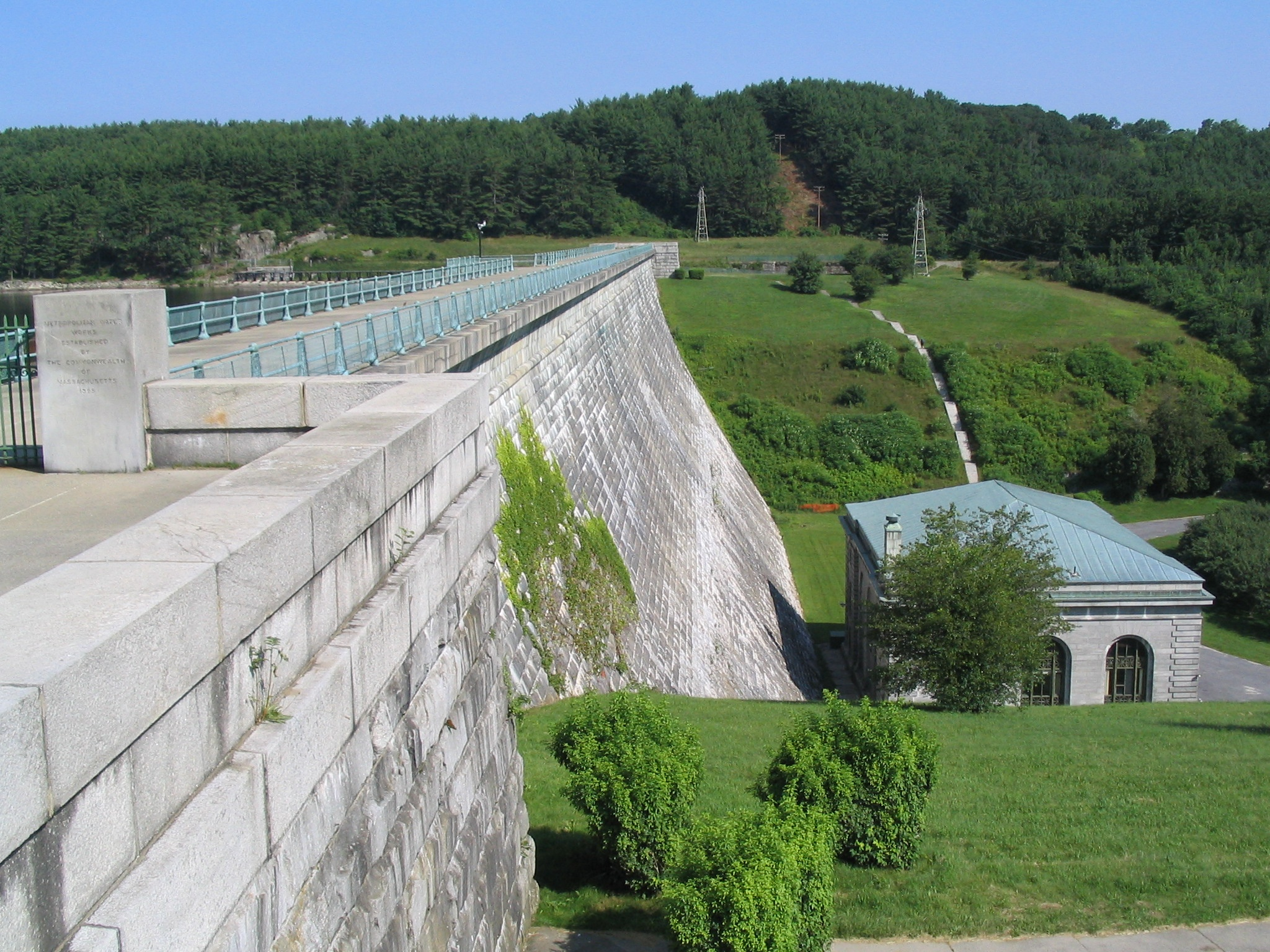
매사추세츠주 클린턴에 있는 와체트 댐

댐의 환경에 대한 영향은 최근 재조명되고 있다. 댐은 역사적으로 수력발전과 관개용 물의 보급 등의 용도에 사용되어 에너지와 환경을 개선시킨다고 여겨져 왔다. 하지만, 최근 들어 댐의 부정적인 영향이 점차 화제의 중심이 되고 있다. 댐 건설이 환경과 인간 생활에 궁극적으로 이로운가 해로운가에 대한 논의는 싼샤 댐과 대한민국의 동강댐, 다른 아시아, 아프리카, 남아메리카의 댐 건설에 대한 다양한 논쟁으로부터 중대한 문제로 떠올랐다. 댐 건설의 효과를 평가할 때에, 전문가들은 강 개발의 유리한 점과 불리한 점을 상류와 하류의 영향에 의하여 논의하려는 경향이 있다. 댐은 본질적으로 강을 가로질러 세워지는 벽이 되므로, 상류/하류로 댐의 환경에 대한 논의를 하게 되지만, 모든 영향은 서로 얽혀 있어 쉽게 분리되지 않는다.

## 상류에의 영향

### 저수지의 생성
강에 댐을 세우면 댐 상류에 저수지가 만들어진다. 저수지의 물은 주변 환경으로 흩어지며, 댐 건설 이전에 존재했던 자연 서식지에 홍수를 일으킨다. 현재 지구상에는 400,000km2가 넘는 면적이 댐으로 인한 홍수를 겪어 왔다. 새로 저수지가 만들어져 이전보다 많은 표면적을 갖게 되므로, 더 많은 증발이 일어나게 되어 연간 2.1m3에 이르는 물이 증발될 수 있다. 최근의 연구에 따르면, 저수지는 또한 온실 가스를 만들어내기도 한다. 처음으로 지하수에 물을 채울 때에는 기존의 식물에 홍수를 일으켜 죽게 하며, 탄소를 다량 함유한 식물들과 나무들을 분해시킨다. 부패한 유기물로부터 다량의 탄소가 대기중으로 배출된다. 부패 중인 식물체가 고여 있는 저수지의 산소가 없는 바닥에 쌓이게 되면, 최종적으로 용해된 메탄을 내놓게 된다.

### 강 생태계의 분열
댐은 또한 연어와 같은 이주성 강 생물들의 상류와 하류 서식지 사이의 장벽이 된다. 댐은 연어의 산란 장소로의 이동을 차단하여 번식을 줄이게 되고, 종의 수를 감소시킨다. 이에 따라, 연어가 상류로 이동할 수 있도록 하는 노력이 진행되어 왔으며, 새로 건설되는 댐들은 종종 인위적인 '물고기용 길' 또는 '물고기용 계단'인 '어로'을 설치하기도 한다. 일부에서는 이주성의 물고기를 바지선을 통하여 상류로 운반하기도 한다.
2006년 대한민국 건설교통부는 교과서에 실린 댐 관련 내용이 너무 부정적이라며 대한민국 교육부에 댐이 가져다 주는 순기능에 대한 내용을 보강해 줄 것을 요청했다. 또한 중학교 사회 교과서에 기술된 "댐이 인체에 영향을 미쳐 호흡기 계통의 질병을 유발시킨다", "댐 건설로 인해 안개가 끼어 농작물의 성장이 더디어진다"와 같은 내용은 근거 없다며 이의를 제기하고 삭제를 요청했다.

## 같이 보기
- 동강댐
- 댐